# Hetta Statius Muller

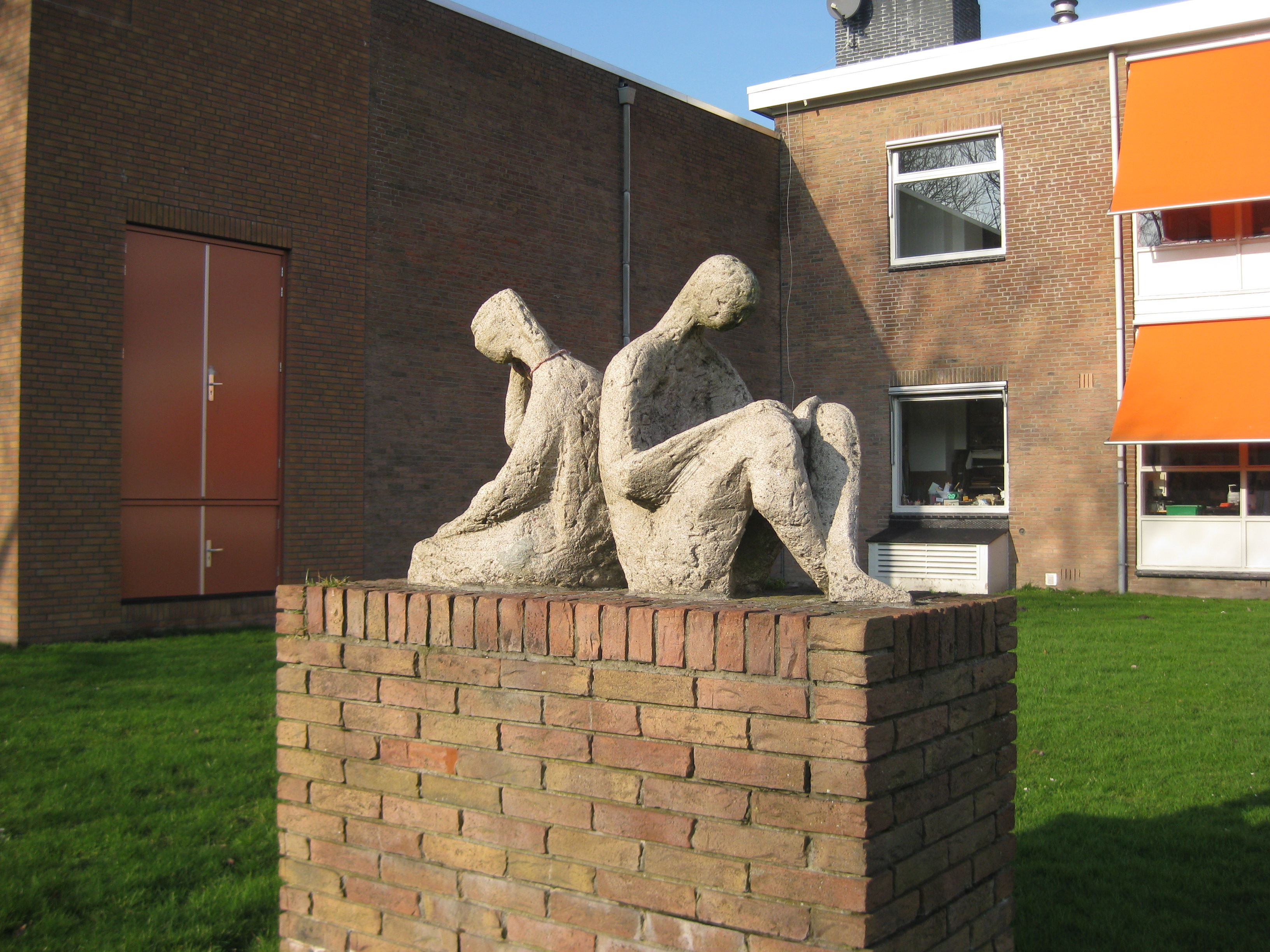
Lezende kinderen (1963-1964), Purmerend

Henrietta (Hetta) Statius Muller, (Medan, 27 augustus 1930 – Wageningen, 30 november 2018) was een Nederlands beeldhouwer en keramist.

## Leven en werk
Hetta Statius Muller werd geboren in Nederlands-Indië als een dochter van civiel ingenieur George August Laan Statius Muller (1891-1945) en Constancia Charlotte Elisabeth Möller (1894-1981). Haar ouders, beiden afkomstig van Curaçao, trouwden in 1915 in Den Haag en verhuisden dat jaar naar Nederlands-Indië, waar George werd aangesteld bij 'Waterstaat en 's lands burgerlijke openbare werken'. Tijdens de Tweede Wereldoorlog kwam het hele gezin in een Jappenkamp terecht. Haar vader overleefde de oorlog niet. 
Hetta studeerde na de hbs aan het Instituut voor Kunstnijverheidsonderwijs in Amsterdam. Ze studeerde in 1957 af aan de afdeling beeldhouwen, met haar klasgenoten Hans Freie en Jan Willem van Tilburg (1934-2012). Een jaar later trouwde ze met Van Tilburg. Het paar woonde op een woonschip in Purmerend, Statius Muller werkte ook aan boord. Dat leidde eens tot problemen toen de boot door het gewicht van een beeld zo scheef hing, dat de draaitafel het begaf en de beeldhouwster opzij werd gegooid. Ze maakte figuratieve beelden in chamotte, beton, zeepsteen en brons.
Statius Muller exposeerde samen met haar man in het Toorophuis in Amsterdam (1960) en in het museum in De Rijp (1963). De recensent van De Waarheid omschreef het verschil tussen het werk van de twee als volgt: "Elke plastiek van Hetta van Tilburg is als het ware een monument in het klein. Zij is een volbloed beeldhouwster, zij ziet vormen als massa en volumen, omgeven door ruimte, en wat zij maakt is lijfelijk en vol. Jan van Tilburg is, in zijn werk speelser en barokker. Speels, luchtig, louter beweging in de ruimte maar toch altijd plastisch, opgetrokken uit volumen zijn de tinnen beelden." Niet veel later ging het echtpaar uit elkaar. 
Solo exposeerde ze onder meer kleinplastiek bij Galerie Kapelhuis in Amersfoort (1965) en in het gebouw van het Haags Cultureel Trefpunt en de Jacobskring (1973). Ze hertrouwde met Adolf Stefanus (Dolf) Rueb (1916-2000), met wie ze woonde in Zeist, Doorn en Leusden. Eind jaren 70 nam ze deel aan een aantal exposities voor bronzen beelden, samen met onder anderen Hank Beelenkamp, Hans Freie, Piet van Heerden en Pieter Starreveld, bij Kasteel Hoensbroek (1978, 1979) en de Kunsthoeve Europa in Bergharen (1979). 
Hetta Statius Muller overleed in 2018, op 88-jarige leeftijd in het verzorgingshuis Rumah Kita. 

## Enkele werken
- 1959: Bokspringende jongens, Beethovenstraat, Purmerend.[3]
- 1963-1964: Lezende kinderen, Hoornselaan, Purmerend.
- 1966: Dinosaurus, Sportlaan, Purmerend.
- 1966: Zeeleeuw, Goudenregenstraat, Purmerend.
- Meisje met pop, Algemene begraafplaats aan de Woudenbergseweg , Zeist.

- RKD-Nederlands Instituut voor Kunstgeschiedenis: 68775